# 韦克桑地区乌维尔
韦克桑地区乌维尔（法語：Houville-en-Vexin，法語發音：[uvil ɑ̃ vɛksɛ̃]）是法国厄尔省的一个市镇，属于莱桑德利区。

## 地理
韦克桑地区乌维尔（49°17'47"N, 1°21'19"E）面积8.09 平方千米，位于法国诺曼底大区厄尔省，该省份为法国北部内陆省份，北起滨海塞纳省，西接奧恩省和卡爾瓦多斯省，南至厄尔-卢瓦省，东临瓦兹省、瓦兹河谷省和伊夫林省。
与韦克桑地区乌维尔接壤的市镇（或旧市镇、城区）包括：昂夫勒维尔莱尚、巴克维尔、屈韦维尔、埃库伊、厄克维尔、韦克桑地区弗勒内勒。

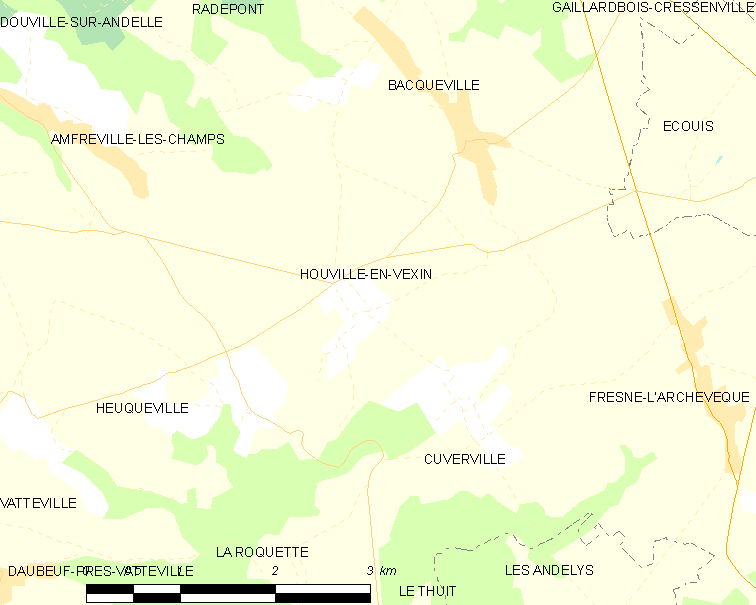
韦克桑地区乌维尔的OSM定位图

韦克桑地区乌维尔的时区为UTC+01:00、UTC+02:00（夏令时）。

## 行政
韦克桑地区乌维尔的邮政编码为27440，INSEE市镇编码为27346。

## 政治
韦克桑地区乌维尔所属的省级选区为昂代勒河畔罗米伊县。

## 人口

1962-2008年间韦克桑地区乌维尔人口变化图示

韦克桑地区乌维尔于2022年1月1日时的人口数量为234人。